# 三条実治 (南北朝時代)
三条 実治（さんじょう さねはる）は、鎌倉時代後期から南北朝時代にかけての公卿。民部卿・正親町三条実仲の子。官位は従二位・権中納言。
兄・公明の子として家を継ぐ。

## 伏見宮家の外戚
実治は兄・公明と並んで当初は後醍醐天皇の側近として働いていた。しかし「建武の新政」が頓挫してからは北朝に仕え、娘・治子は伏見宮栄仁親王の妃となって治仁王と後崇光院貞成親王を生んだ。
正親町三条家では公秀が崇光天皇と後光厳天皇の外祖父となったが、やがて後光厳天皇の子孫は称光天皇で絶えてしまうのである。後小松院の猶子として即位した後花園天皇は後崇光院貞成親王の息男であるが、女系から見ると庶流とは言え正親町三条家一門の血脈が続くことになるのである。

## 経歴
以下、『公卿補任』と『尊卑分脈』の内容に従って記述する。
- 文保2年（1318年）10月28日、内蔵頭に任ぜられる。
- 元応3年（1321年）1月5日、正四位下に昇叙。
- 元亨元年（1321年）6月6日、讃岐守を兼ねる。
- 正中3年（1326年）2月19日、左中将に任ぜられる。
- 嘉暦2年（1327年）7月16日、蔵人頭に補される。
- 嘉暦3年（1328年）6月13日、参議に任ぜられる。内蔵頭は元の如し。
- 元徳元年（1329年）1月5日、従三位に叙される。4月19日、宮内卿に任ぜられ、内蔵頭を止める。9月26日、宮内卿を止める。
- 元徳2年（1330年）1月13日、信濃権守を兼ねる。6月7日、修理大夫を兼ねる。7月27日には修理大夫を止め、8月4日に正三位に昇叙される[2]。12月14日、左大弁を兼ねる。
- 元弘元年（1331年）1月13日、参議を辞し、8月13日には左大弁を辞した。
- 正慶2年/元弘3年（1333年）5月17日、参議権左大弁信濃権守に戻る[3]。
- 建武元年（1334年）12月17日、中務大輔を兼ねる。
- 建武2年（1335年）1月13日、備前権守を兼ねる。
- 建武3年/延元元年（1336年）5月25日、大判事を兼ねる。9月11日、養父である兄・公明が権大納言に在任のまま薨去。
- 建武4年/延元2年（1337年）1月7日、左大弁や中務大輔の兼官を止める。
- 建武5年/延元3年（1338年）4月28日、大嘗会検校に補される。
- 暦応2年（1339年）4月18日、権中納言に任ぜられる。
- 暦応4年（1341年）3月19日、従二位に昇叙。
- 暦応5年（1342年）3月30日、権中納言を辞した。
- 康永3年（1344年）3月20日、本座を許される。
- 文和元年（1352年）9月21日、実父・実仲の喪に服す。
- 文和2年（1353年）5月17日、頓死[4]。

## 系譜
- 父：正親町三条実仲（1257-?）
- 母：不詳
- 養父：三条公明（1281-1336）
- 妻：不詳
  - 女子：正親町三条治子（?-1399） - 陽照院。伏見宮栄仁親王の御息所
  - 男子：三条公為